# August Heinrich Hoffmann von Fallersleben

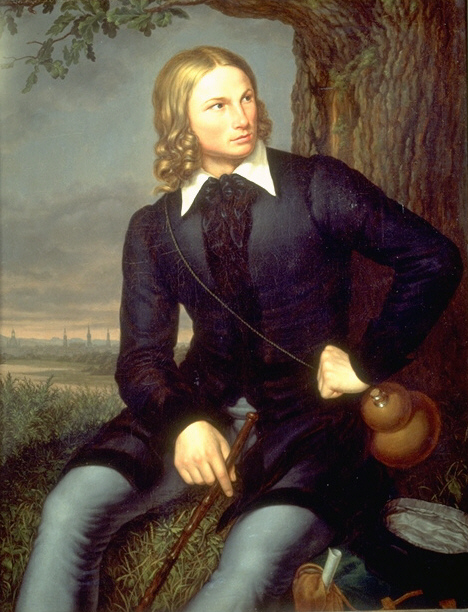
August Heinrich Hoffmann von Fallersleben (pictat în 1819)

August Heinrich Hoffmann von Fallersleben (n. 2 aprilie 1798, Fallersleben⁠(d), Saxonia Inferioară, Germania – d. 19 ianuarie 1874, Corvey, Renania de Nord-Westfalia, Germania), cunoscut și ca Hoffmann von Fallersleben, a fost un poet german, cunoscut mai ales pentru poemul său, Das Lied der Deutschen, din care ulterior a fost creat imnul național al Germaniei.

## Opera
- 1840: Cântece apolitice ("Unpolitische Lieder")
- 1848: Cântece pentru tânăra Germanie ("Lieder für das junge Deutschland")
- 1871: Cântece patriotice ("Vaterlands Lieder")